# Eisenhammer Dorfchemnitz

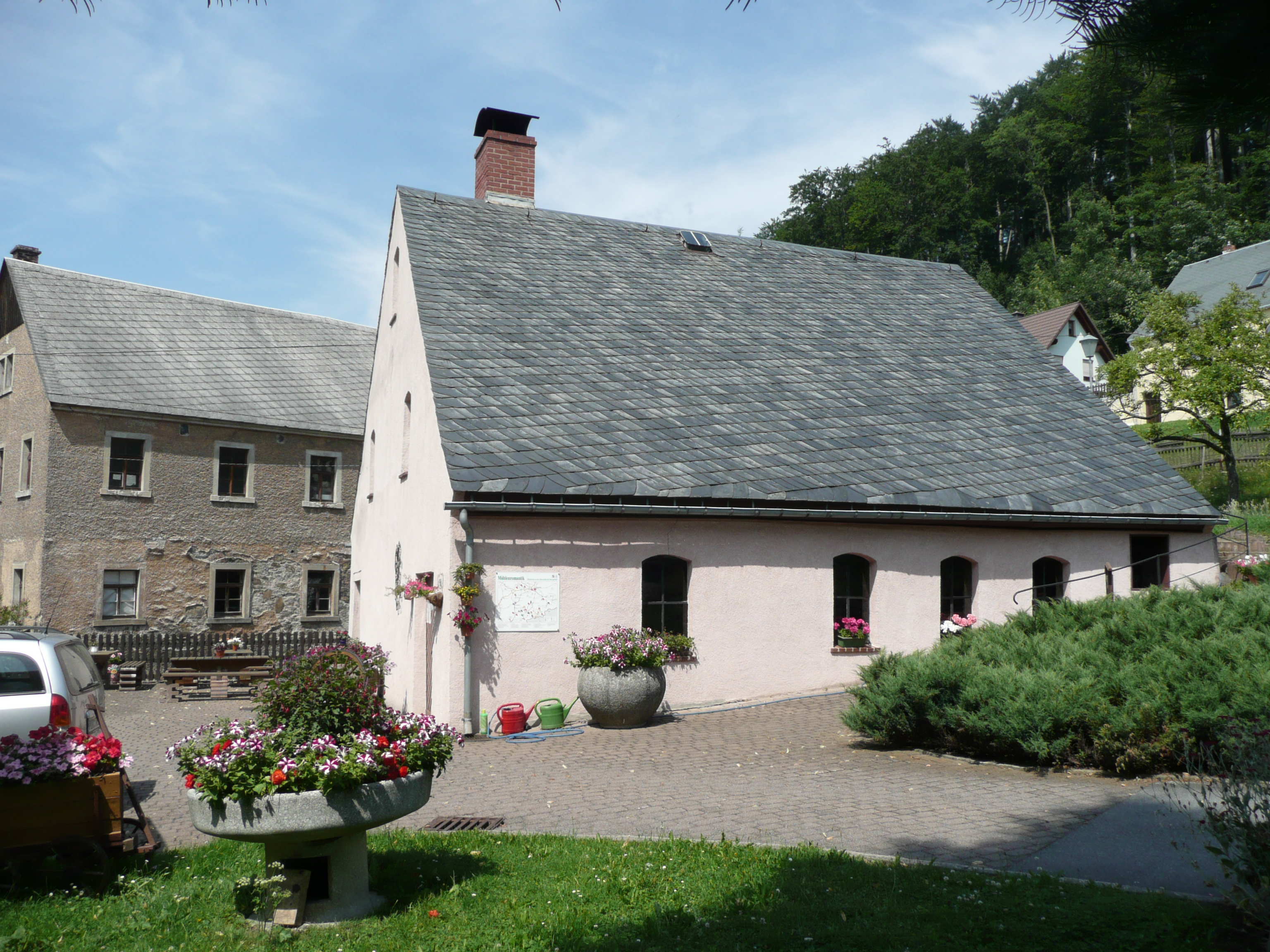
Eisenhammer Dorfchemnitz (2008)

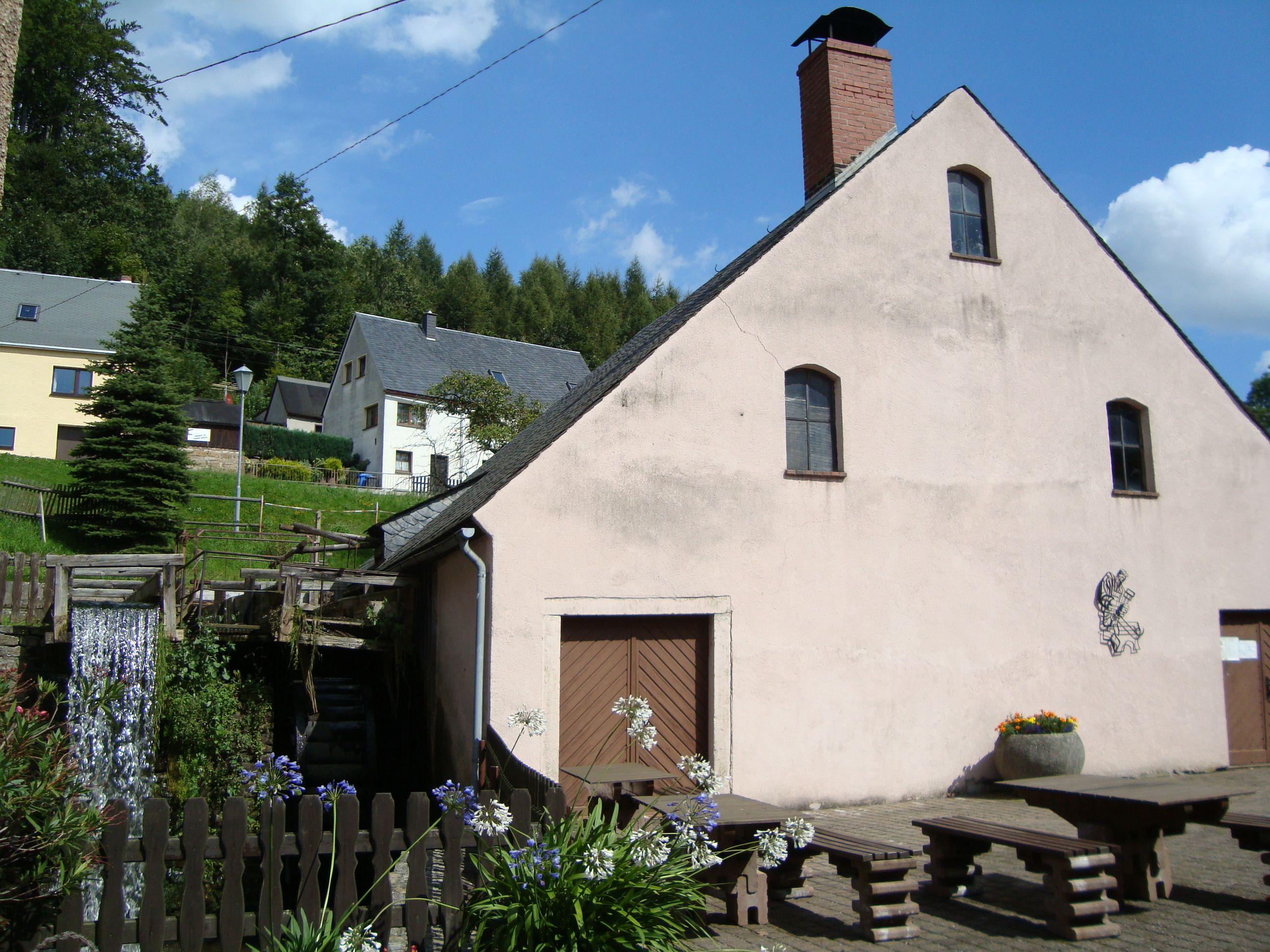
Eisenhammer Dorfchemnitz mit seinem Wasserrad (2010)

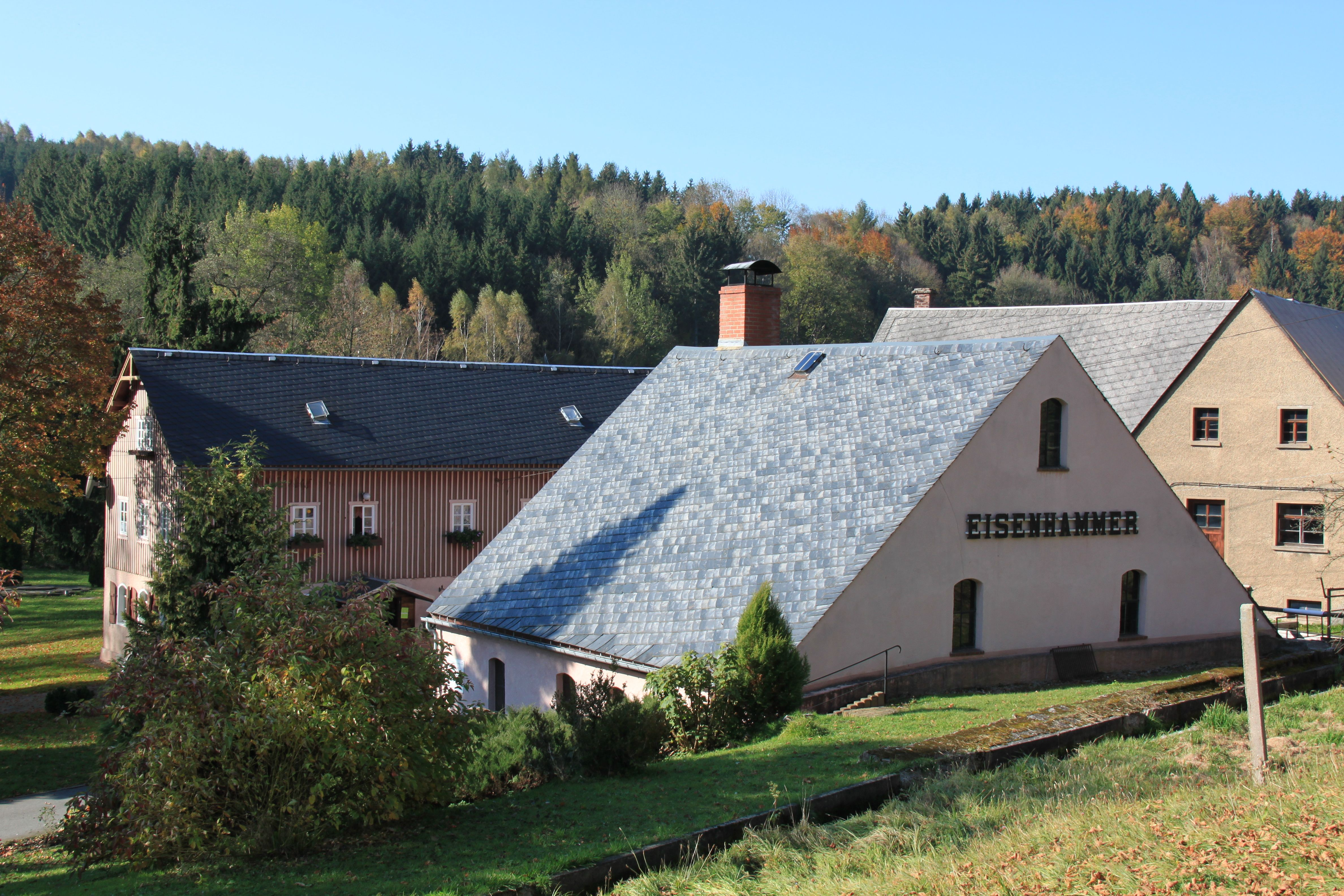
Gesamtansicht des Gebäudekomplexes, im Vordergrund der Hammergraben

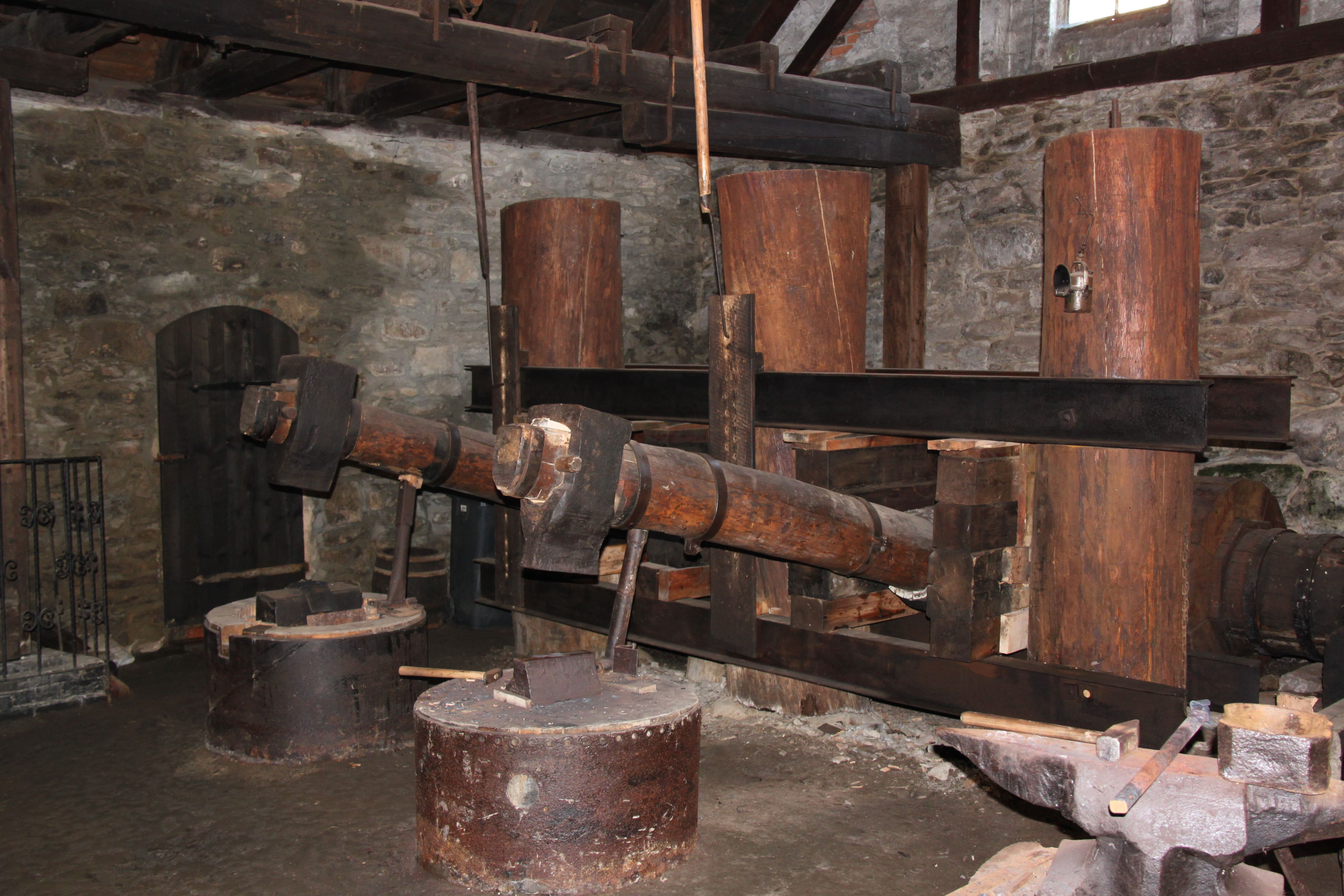
Hammergerüst mit den beiden Schwanzhämmern

Der Eisenhammer Dorfchemnitz ist ein historisches Hammerwerk in Dorfchemnitz. Die Anlage stellt einen bedeutenden Sachzeugen der protoindustriellen Entwicklung im Erzgebirge dar. Von den ehemals zahlreichen Hammerwerken blieben in Sachsen neben dem Eisenhammer Dorfchemnitz nur drei weitere Anlagen, der Frohnauer Hammer, der „Althammer“ der Saigerhütte Grünthal und das Freibergsdorfer Hammerwerk in Freibergsdorf funktionsfähig erhalten.
Die am Chemnitzbach gelegene Anlage ist seit 1969 ein technisches Museum, welches neben dem eigentlichen Hammerwerk auch eine Heimatstube umfasst.

## Geschichte
Der Eisenhammer Dorfchemnitz befindet sich im Tal des Chemnitzbaches, dessen Wasserkraft in den vergangenen Jahrhunderten mehrere Hammerwerke und Mühlen (siehe: Hammermühle) nutzten. 1567 erteilte Kurfürst August von Sachsen dem Dresdner Bürgermeister Hans Hase die Konzession zur Errichtung und zum Betrieb des Eisenhammers und einer dazugehörigen Eisenerzgrube. Hase hatte dem Kurfürsten zuvor Proben verhüttbaren Eisenerzes vorgelegt. Der neuen Anlage wurden verschiedene Privilegien erteilt, so untersagte der Kurfürst für die ersten zwei Betriebsjahre die Errichtung weiterer Hammerwerke im Umkreis von 1 Meile. Im Gegenzug erwartete er von Hase, dass ...des Orts wöchentlich eine ziemliche Anzahl guts Eisen zu Förderung unser Bergkwercke gemacht wird.
Verhüttet wurde vorrangig Magnetit, der im nahe gelegenen Wolfsgrund abgebaut wurde. Das Dorfchemnitzer Magnetit war qualitativ hochwertig und wurde auch an das Eisenwerk in Schmiedeberg geliefert, welches Erz aus zahlreichen osterzgebirgischen Gruben verarbeitete. Die dortige Hüttenleitung bescheinigte dem Dorfchemnitzer Erz Ende des 18. Jahrhunderts, dass ...dies der beste Eisenstein des hiesigen Werkes sei. Allerdings stellte Johann Friedrich Wilhelm von Charpentier 1778 fest, dass der Dorfchemnitzer Bergbau zu dieser Zeit bereits unbedeutend war. Die hochwertige Lagerstätte war demnach im 16. und 17. Jahrhundert weitgehend ausgeerzt worden. Weitere Bergbauversuche, die u. a. 1828 vom Schmiedeberger Hüttenverwalter und 1873/75 vom Dorfchemnitzer Rittergutsbesitzer Kurt Hannibal von Lüttichau unternommen wurden, blieben erfolglos.
Mit den gewonnenen Erzen produzierte das Dorfchemnitzer Hammerwerk vorrangig Gezähe, d. h. verschiedene Werkzeuge und Arbeitsgeräte für die zahlreichen Bergwerke im Raum um Freiberg und Brand-Erbisdorf. Als Georg Adolph von Hartitzsch 1699 den Hammer erwarb, wurde er von August dem Starken darauf hingewiesen, dass das Dorfchemnitzer Eisen ...von denen Gewerken und Hammermeistern nicht außerhalb Landes verführet, sondern innerhalb Landes auf den dazu vergünstigsten Hämmern verschmiedet, und das geschmiedete Eisen denen Bergstädten und Unterthanen hiesiger Lande um einen billichen Kauff vor allen anderen angeboten und gelassen werden soll.
1786 umfasste die Anlage neben dem Eisenhammer auch eine Brettmühle und eine Hammerschenke. Die als Brennstoff benötigte Holzkohle musste bereits frühzeitig aus böhmischen Erzgebirgswäldern herangeführt werden, da dem intensiven Bergbau und Hüttenwesen (Muldenhütten, Halsbrücke) im Freiberger Revier die Wälder in der unmittelbaren Umgebung des Dorfchemnitzer Hammers zum Opfer gefallen waren.
Wegen Erschöpfung der im Wolfsgrund geförderten Eisenerze wurde der ehemalige Hochofen 1844 zu einem Schmiedeofen umgebaut. Der Hammer produzierte weiterhin überwiegend Arbeitsmittel und Spezialartikel für die Aufbereitung und Verarbeitung des Freiberger Berg- und Hüttenwesens. Dabei wurde vorrangig Roheisen aus Mittelschmiedeberg verarbeitet. Die Produktionspalette umfasste um 1900 u. a. Glühschalen, Kellen für Bleischmelzen, Münzkellen, Pochschuhe und Röstschaufeln. Die in den früheren Jahrhunderten bei der Verhüttung anfallende und auf Halde gekippte Hochofenschlacke wurden vor dem Ersten Weltkrieg nochmals in einem schlesischen Hüttenwerk aufgearbeitet.
Nachdem die Erzförderung in Freiberg wegen des Niedergangs der Weltmarktpreise zwischen 1903 und 1913 planmäßig eingestellt worden war, erfolgte eine erneute Produktionsumstellung auf Maschinenteile wie Kurbelwellen, Pumpenhebel, Stahlkugeln für Kugelmühlen und Waagebalken. Hauptabnehmer der Zubehörteile für Kugelmühlen waren die Zinnaufbereitungsanlagen in Altenberg und Zinnwald. Waagebalken wurden bis nach Schlesien und in die Schweiz geliefert.
Allerdings machte sich in zunehmendem Maße die Konkurrenz moderner Dampfhämmer und die abseitige Lage des Hammers bemerkbar. Die Transportkosten für Steinkohle, Roheisen und Fertigprodukte waren vergleichsweise hoch, da alle Güter in Mulda von der Normalspurbahn Nossen-Moldau auf die Schmalspurbahn Mulda–Sayda umgeladen werden mussten. Im Zuge der Weltwirtschaftskrise stellte das Hammerwerk 1931 seinen Betrieb ein.

## Technik
Das Hammerwerk blieb bis in die heutige Zeit in dem technischen Zustand erhalten, den es 1844 beim Umbau zur Schmiede erhielt. Über einen 420 m langen Hammergraben gelangt Wasser auf ein Oberschlächtiges Wasserrad mit einem Durchmesser von 4 m und einer Breite von 1 m (Leistung etwa 3,6 kW bzw. 5 PS). Das Wasserrad ist direkt mit einer über 9 m langen eichenen Daumenwelle verbunden, welche die beiden Schwanzhämmer antreibt. Der Breithammer hat bei einem Gewicht von 300 kg eine Schlagkraft von 500 kp (max. 60 Schläge/Minute). Der kleinere Streck- oder Ziehhammer wiegt 150 kg und entwickelt eine Schlagkraft von 250 kp (max. 100 Schläge/Minute). Mittels eines auswechselbaren halbkugelförmigen Hammerkopfes und eines halbkugelförmigen Amboss konnten ehemals auch Kugeln geschmiedet werden. Ein zweites kleineres Wasserrad treibt den Blasebalg für das Schmiedefeuer an.

## Museum Eisenhammer
Bereits Mitte der 1930er Jahre entstand die Idee, den Hammer als Museum zu erschließen, da er neben dem Freibergsdorfer Hammerwerk das einzige erhaltene Hammerwerk im Osterzgebirge war und somit ein bedeutendes technisches Kulturdenkmal darstellte. 1939 erwarb die Gemeinde die Anlage, um sie mit Unterstützung des Landesvereins Sächsischer Heimatschutz und des Erzgebirgsvereins zu restaurieren und museal umzunutzen. Der Zweite Weltkrieg verhinderte aber vorerst die Umsetzung der Planungen. 1949 setzten erneut Erhaltungsarbeiten ein, die aber äußerst zögerlich verliefen. Erst zum 1. Mai 1969 konnte das Kulturdenkmal als technische Schauanlage der Öffentlichkeit zugänglich gemacht werden. In den folgenden Jahren wurde auch das Außengelände gestaltet. Zwischen 1991 und 2000 erfolgten Erneuerungs- bzw. Rekonstruktionsarbeiten. Das Hammerwerk (Schwanzhämmer) und die dazu notwendige Anlagentechnik ist vollständig und funktionsfähig erhalten. Eine Heimatstube neben dem Hammerwerk vermittelt einen Einblick in das Leben im Erzgebirge.